# Jarawasia andamanensis
Jarawasia andamanensis är en insektsart som först beskrevs av Bhowmik 1969.  Jarawasia andamanensis ingår i släktet Jarawasia och familjen syrsor.

## Underarter
Arten delas in i följande underarter:
- J. a. andamanensis
- J. a. nicobarensis